# Turnix bariolé
Turnix varius
Espèce
Synonymes
- Turnix varia

Statut de conservation UICN

 LC  : Préoccupation mineure
Le Turnix bariolé (Turnix varius) est une espèce d'oiseaux charadriiformes, de la famille des Turnicidae. Il vit en Australie.

## Répartition et habitat

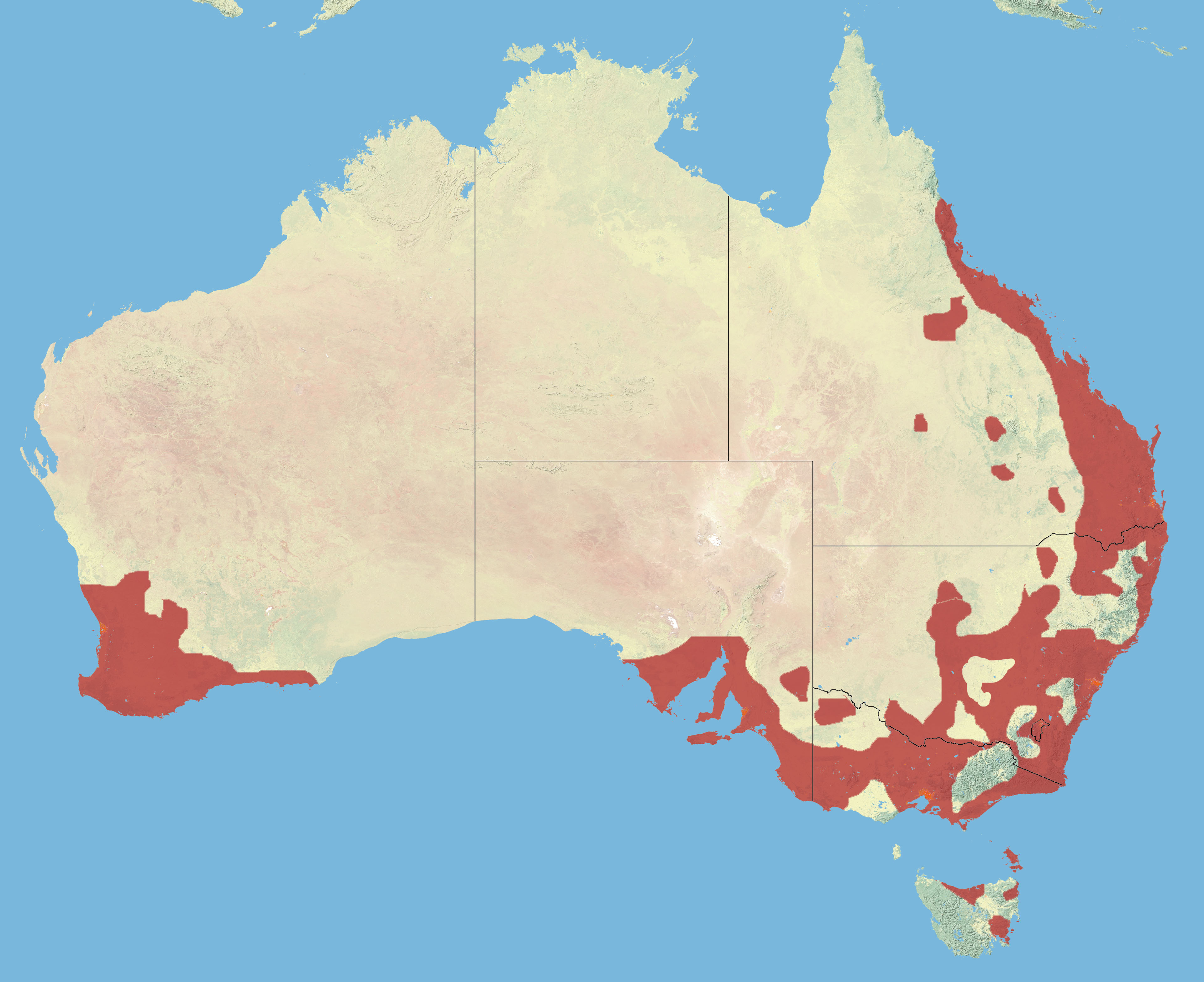
Aire de répartition

## Sous-espèces
D'après la classification de référence (version 14.1, 2024) de l'Union internationale des ornithologues, le Turnix bariolé possède 2 sous-espèces (ordre philogénique) :
- Turnix varius scintillans (Gould, 1845) — Houtman Abrolhos ;
- Turnix varius varius (Latham, 1801).